# Prêmio Grande Otelo do Cinema Brasileiro
Les Prêmio Grande Otelo do Cinema Brasileiro (litt. « Prix Grande Otelo du cinéma brésilien »), anciennement connu sous le nom de Grande Prêmio do Cinema Brasileiro (litt. « Grands prix du cinéma brésilien »), sont des récompenses de cinéma brésiliennes décernées chaque année depuis 2002 par l'Academia Brasileira de Cinema.
Ils sont considérés comme les récompenses les plus prestigieuses du cinéma au Brésil, et l'équivalent national des Oscars américains.
Le prix a le visage du chanteur Grande Otelo.

## Catégories de récompense
- Meilleur film (Melhor filme de ficção)
- Meilleur réalisateur (Melhor diretor)
- Meilleur acteur (Melhor ator)
- Meilleure actrice (Melhor atriz)
- Meilleur acteur dans un second rôle (Melhor ator coadjuvante)
- Meilleure actrice dans un second rôle (Melhor atriz coadjuvante)
- Meilleur scénario original (Melhor roteiro original)
- Meilleur scénario adapté (Melhor roteiro adaptado)

- Meilleure photographie (Melhor direção de fotografia)
- Meilleur montage (Melhor montagem)
- Meilleurs décors (Melhor direção de arte)
- Meilleurs costumes (Melhor figurino)
- Meilleurs maquillages (Melhor maquiagem)
- Meilleur son (Melhor som)
- Meilleure bande originale (Melhor trilha sonora)

- Meilleur film documentaire (Melhor documentário)
- Meilleur film en langue étrangère (Melhor filme estrangeiro)

- Meilleur court métrage de fiction (Melhor curta-metragem de ficção)
- Meilleur court métrage documentaire (Melhor curta-metragem documentário)
- Meilleur court métrage d'animation (Melhor curta-metragem de animação)[2]